# Дом М. А. Костромина
Дом М. А. Костромина — памятник градостроительства и архитектуры в историческом центре Нижнего Новгорода. Построен в конце XVIII века. Автор проекта — первый нижегородский губернский архитектор Я. А. Ананьин.
Историческое здание по адресу Большая Покровская улица, 4-а сегодня — объект культурного наследия Российской Федерации. Является старейшим в застройке улицы, единственным сохранившимся в Нижнем Новгороде домом, связанным с жизнью механика-самоучки И. П. Кулибина.

## История
Михаил Андреянович Костромин происходил из крестьян, приписанных к нижегородскому Печёрскому монастырю, в 1764 году стал «экономическим». Предъявив капитал, записался в купцы города Чёрный Яр, но жил в Нижнем Новгороде. Чтобы добиться признания среди высшей аристократии и властей города, М. А. Костромин предложил изобретателю И. П. Кулибину изготовить для императрицы Екатерины II часы в виде утиного яйца, обеспечив проживание семьи изобретателя, его помощников и предоставляя все материалы. Часы были вручены императрице в Санкт-Петербурге 1 апреля 1769 года, после чего Кулибин был зачислен механиком Петербургской академии наук, а купец награждён тысячью рублей и серебряной кружкой с портретом императрицы и её дарственной надписью. С тех пор род Костроминых занял высокое положение в купеческом сообществе города, его представители часто избирались в городскую думу.
При генеральном межевании в центре Нижнего Новгорода у Мытного рынка, Костромин приобрёл большой участок земли и по проекту архитектора Я. А. Ананьина по красной линии ул. Большой Покровской выстроил каменный двухэтажный дом на сводчатых «погребах». В начале XIX века к дому были пристроены два флигеля. В 1834 году усадьбу купил И. А. Княгининский, а у того в свою очередь в 1852 году купец-меценат В. К. Мичурин. В 1876 году по проекту архитектора И. К. Кострюкова к дому слева пристроили трёхэтажный кирпичный корпус, справа — вход с прямоугольным эркером в одно окно. Колонный портик был разобран, но позже восстановлен уже в 1990-е гг.

## Архитектура
Выстроен в стиле русского классицизма. Главный фасад украшен по центру четырёхколонным портиком римского ордера под треугольным фронтоном. Окна получили характерные для XVIII века нишки. По проекту И. К. Кострюкова дом в 1870-е годы был перестроен в неомавританском стиле, с балконом, тремя арочными проёмами по центру фасада и чередованием красных и белых полос кирпичной облицовки. В 1990-е годы снова перестроен, с возвращением фасадов к виду периода русского классицизма. При этом сохранился пристрой справа, с эркером и оконным проёмом второго этажа, характерным для восточной архитектуры.